# Lille Søndervoldstræde
Lille Søndervoldstræde er en 75 m lang gade mellem Overgaden Oven Vandet og Dronningensgade på Christianshavn, København.
Den blev anlagt i 1700-tallet i forbindelse med udvidelsen af voldanlægget omkring Christianshavn. Oprindeligt hed gaden Møllegade, mens Store Søndervoldstræde dengang markerede byens sydøstlige grænse.

## Bygninger
En af gadens mest markante bygninger er det hvide pakhus på Lille Søndervoldstræde 3, som blev opført til Daniel Løweners jernstøberi. Ud mod Dronningensgade ligger en nyere bygning fra 1960’erne, der oprindeligt blev brugt som filmsal for Den Danske Filmskole.
Gaden var tidligere hjemsted for den berygtede ejendom "Jødens Bule", et tæt befolket hus fra første halvdel af 1700-tallet, ejet af en jødisk familie. I 1880 boede hele 135 personer i ejendommen, hvoraf mange delte køkkenfaciliteter, og adgangen til øverste etage foregik via træstiger fra baggården. På grund af utætte tage og dårlige sanitære forhold blev bygningen betragtet som slum og revet ned i 1890'erne.